# Jules Bordet

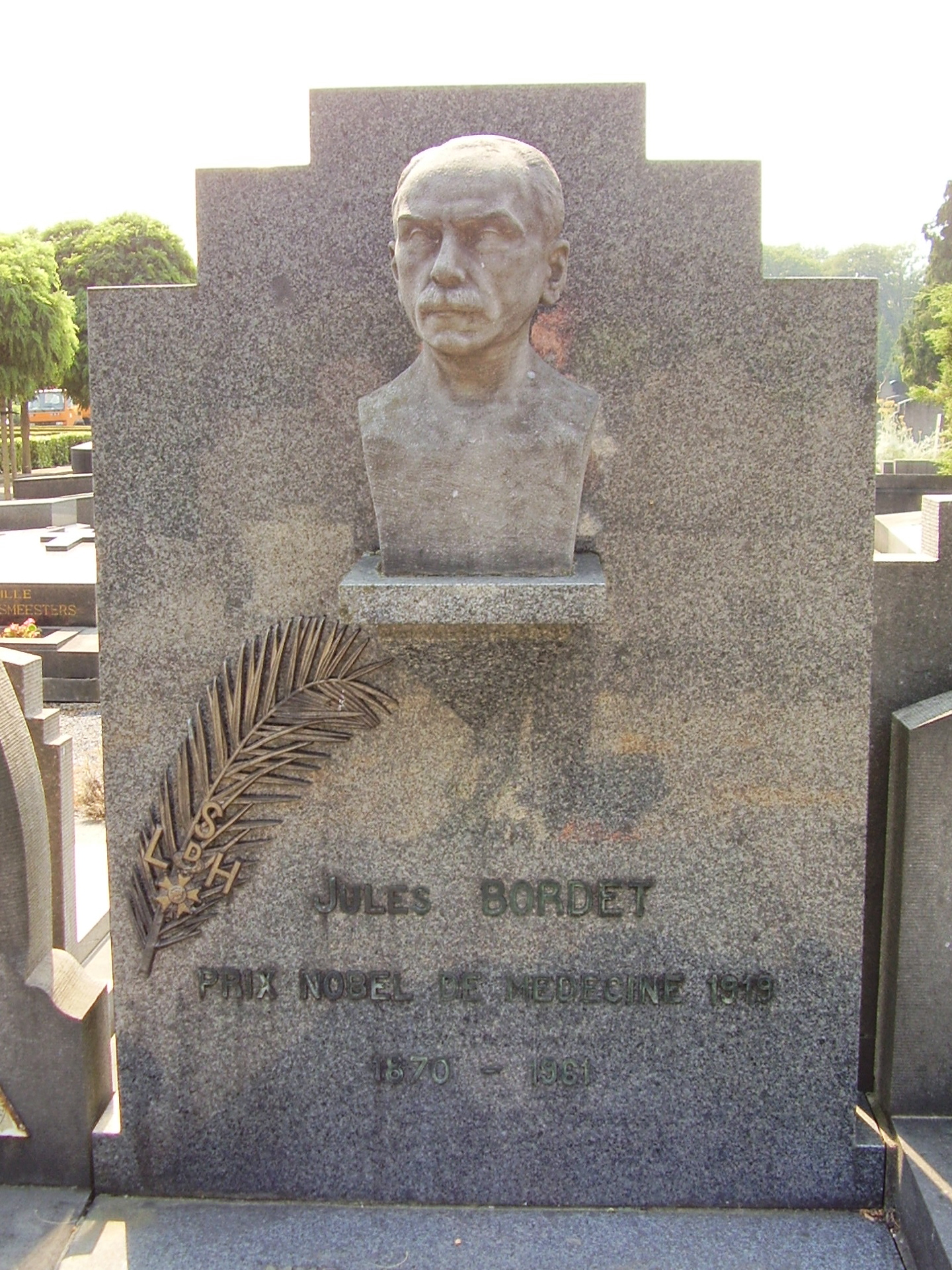
Mộ Jules Bordet ở nghĩa trang Ixelles

Jules Jean Baptiste Vincent Bordet (13.6.1870 tại Soignies Bỉ – 6.4.1961) là một nhà miễn dịch học, nhà vi sinh học người Bỉ, đã đoạt giải Nobel Sinh lý và Y khoa năm 1919. Chi vi khuẩn Bordetella được đặt theo tên ông.

## Cuộc đời và Sự nghiệp
Ông đậu bằng bác sĩ y khoa năm 1892 ở Đại học tự do Bruxelles (Bruxelles, Bỉ) và bắt đầu làm việc ở Viện Pasteur tại Paris năm 1894, trong phòng thí nghiệm của Elie Metchnikoff, nơi mà ông mô tả sự thực bào (phagocytosis) của vi khuẩn bởi bạch cầu. Năm 1898 ông mô tả sự tiêu máu (hemolysis) gây ra bởi sự phơi bày huyết thanh cho các huyết cầu xa lạ.
Năm 1900, ông rời Paris để về thành lập Viện Pasteur ở Bruxelles, và khám phá ra là hiệu quả tiêu vi khuẩn của kháng thể đặc thù đạt được tăng lên đáng kể trong ống nghiệm bởi sự hiện diện của các thành phần huyết thanh bẩm sinh, cái mà ông đặt tên là alexine (nhưng nay gọi là bổ thể). Cơ cấu này trở thành nền tảng cho các phương pháp thử complement-fixation, phương pháp cho phép việc khai triển các việc thử huyết thanh để xem có bị bệnh giang mai hay không (đặc biệt, sự phát triển phương pháp thử Wassermann bởi August von Wassermann). Cùng một kỹ thuật như vậy ngày nay được sử dụng trong việc thử huyết thanh cho vô số các bệnh khác.
Cùng với Octave Gengou ông đã cách ly vi khuẩn Bordetella pertussis trong sự nuôi cấy thuần túy năm 1906 và thừa nhận nó là nguyên nhân của chứng ho gà. Ông trở thành giáo sư khoa Vi sinh học ở Đại học tự do Bruxelles năm 1907.
Ông đoạt giải Nobel Sinh lý và Y khoa năm 1919 cho các phát hiện của ông liên quan tới sự miễn dịch.
Bordet từ trần năm 1961 và được an táng tại Nghĩa trang Ixelles ở Bruxelles. Ông là một hội viên Hội Tam Điểm thuộc chi bộ Les Amis Philanthropes của Grand Orient of Belgium ở Bruxelles.